# Ито, Дан
Дан Ито (яп. 伊藤 壇 Itō Dan; 3 ноября 1975, Саппоро) — японский футболист, игравший на позиции полузащитника. Выступал в чемпионатах 21 различных стран и территорий, что делает его рекордсменом мира по этому показателю.

## Биография
В школьные годы занимался разными видами спорта, особенно активно — хоккеем, и даже вызывался в национальные сборные. Но к 15-летнему возрасту перестал заниматься хоккеем, поскольку, по собственным словам, ему наскучило постоянно побеждать, и сосредоточился на футболе. Был поклонником японской манги «Капитан Цубаса».
На юниорском уровне выступал за команды старшей школы Ноборибецу и университета Сэндай. В 1998 году присоединился к взрослой команде «Вегалта Сэндай», в которой провёл два сезона в третьем и втором дивизионах, затем в течение года играл за любительскую команду из Саппоро.
В 2001 предложил свои услуги сингапурскому клубу «Вудлэндс Веллингтон» и подписал годичный контракт. Затем по приглашению товарища по «Веллингтону» австралийца Эрни Тапэя перешёл в клуб австралийской региональной лиги «Уэстгейт». После этого поставил себе задачу сыграть как минимум в десяти различных азиатских странах и сам связывался с президентами и тренерами разных клубов, предлагая свои услуги.
В 2004 году в Гонконге выступал за сборную клубов местной лиги и принимал участие в матчах со сборными европейских стран. Выступая в Малайзии, получил прозвище «Мистер Цунами». В Брунее выступал в течение трёх лет и становился чемпионом страны. Во время выступления в Непале поднимался на гору Аннапурна, десятую по высоте вершину в мире. В Монголии в 2013 году также стал чемпионом страны.
Всего за карьеру сыграл в чемпионатах 21-й страны и превзошёл прежнего рекордсмена Луца Пфанненштиля. Долгое время не объявлял публично о своём рекорде, так как опасался, что Пфанненштиль возобновит карьеру и вернёт рекорд себе.